# Cheng-chao Liu
Cheng-chao Liu (en chinois 刘承钊) est un herpétologiste chinois, né le 12 août 1900 à Tai'an et mort le 9 avril 1976 à Chengdu.

## Biographie
Cheng-chao Liu est diplômé à l’université de Pékin en 1929 où il étudie auprès de la biologiste Alice Middleton Boring (1883-1955). Il enseigne à l’université du Nord-Est à Shenyang. Sa bibliothèque et ses collections sont détruites lors de la guerre entre la Chine et le Japon en 1931. De 1932 à 1934, il étudie à l’université Cornell où il fait une thèse sous la direction d’Albert Hazen Wright (1820-1970).
De retour en Chine, il enseigne à l’université de Suzhou. En 1939, il part à Chengdu. Il se marie, en 1941, avec l'herpétologiste Shu-qin Hu (1914-1992). En 1950, il prend la tête du département de biologie de l’université de Yenching. En 1951, il retourne à Chengdu pour y diriger l’école de médecine.
Il s’intéresse aux amphibiens chinois sur lesquels il fait paraître 55 articles, le plus souvent avec sa femme Hu. Pédagogue influent, il forme de nombreux futurs herpétologistes. Il est à l’origine de la plus importante collection de reptiles et d’amphibiens du pays.

## Taxons nommés en son honneur
- Leptobrachium liui (Pope, 1947) - un amphibien de la famille des Megophryidae
- Ingerana liui (Yang, 1983) - un amphibien de la famille des Dicroglossidae
- Liua Zhao & Hu, 1983 - un genre d'urodèles de la famille des Hynobiidae
- Leptolalax liui Fei & Ye, in Fei, Ye & Huang, 1991 - un amphibien de la famille des Megophryidae
- Lycodon liuchengchaoi Zhang, Jiang, Vogel & Rao, 2011 - un serpent de la famille des Colubridae
- Plestiodon liui Hikida & Zhao, 1989 - un reptile de la famille des Scincidae[1]

## Quelques taxons décrits
- Amolops daiyunensis
- Amolops granulosus
- Amolops kangtingensis
- Amolops lifanensis
- Amolops loloensis
- Amolops wuyiensis
- Bombina fortinuptialis
- Bombina microdeladigitora
- Bufo cryptotympanicus
- Chaparana quadranus
- Chaparana unculuanus
- Hyla tsinlingensis
- Leptobrachium boringii
- Leptobrachium leishanense
- Leptolalax oshanensis
- Limnonectes fragilis
- Microhyla mixtura
- Oreolalax liangbeiensis
- Oreolalax lichuanensis
- Oreolalax major
- Oreolalax omeimontis
- Oreolalax pingii
- Oreolalax popei
- Oreolalax puxiongensis
- Oreolalax rhodostigmatus
- Oreolalax rugosus
- Oreolalax schmidti
- Paa exilispinosa
- Paa maculosa
- Parapelophryne scalpta
- Rana anlungensis
- Rana chaochiaoensis
- Rana kuangwuensis
- Rana lungshengensis
- Rana margaretae
- Rana nigrolineata
- Rana shuchinae
- Rana versabilis
- Rana weiningensis
- Scutiger brevipes
- Scutiger chintingensis
- Scutiger glandulatus
- Scutiger maculatus
- Scutiger pingwuensis
- Scutiger tuberculatus
- Theloderma kwangsiense
- Xenophrys gigantica
- Xenophrys nankiangensis
- Xenophrys omeimontis
- Xenophrys shapingensis
- Xenophrys spinata

## Source
- Kraig Adler, 1989 : Contributions to the History of Herpetology. Society for the study of amphibians and reptiles, p. 1-202  (ISBN 0-916984-19-2)

 Liu  est l’abréviation habituelle de Cheng-chao Liu en zoologie.

Consulter la liste des abréviations d'auteur en zoologie ou la liste des taxons zoologiques assignés à cet auteur par ZooBank